# 화성인

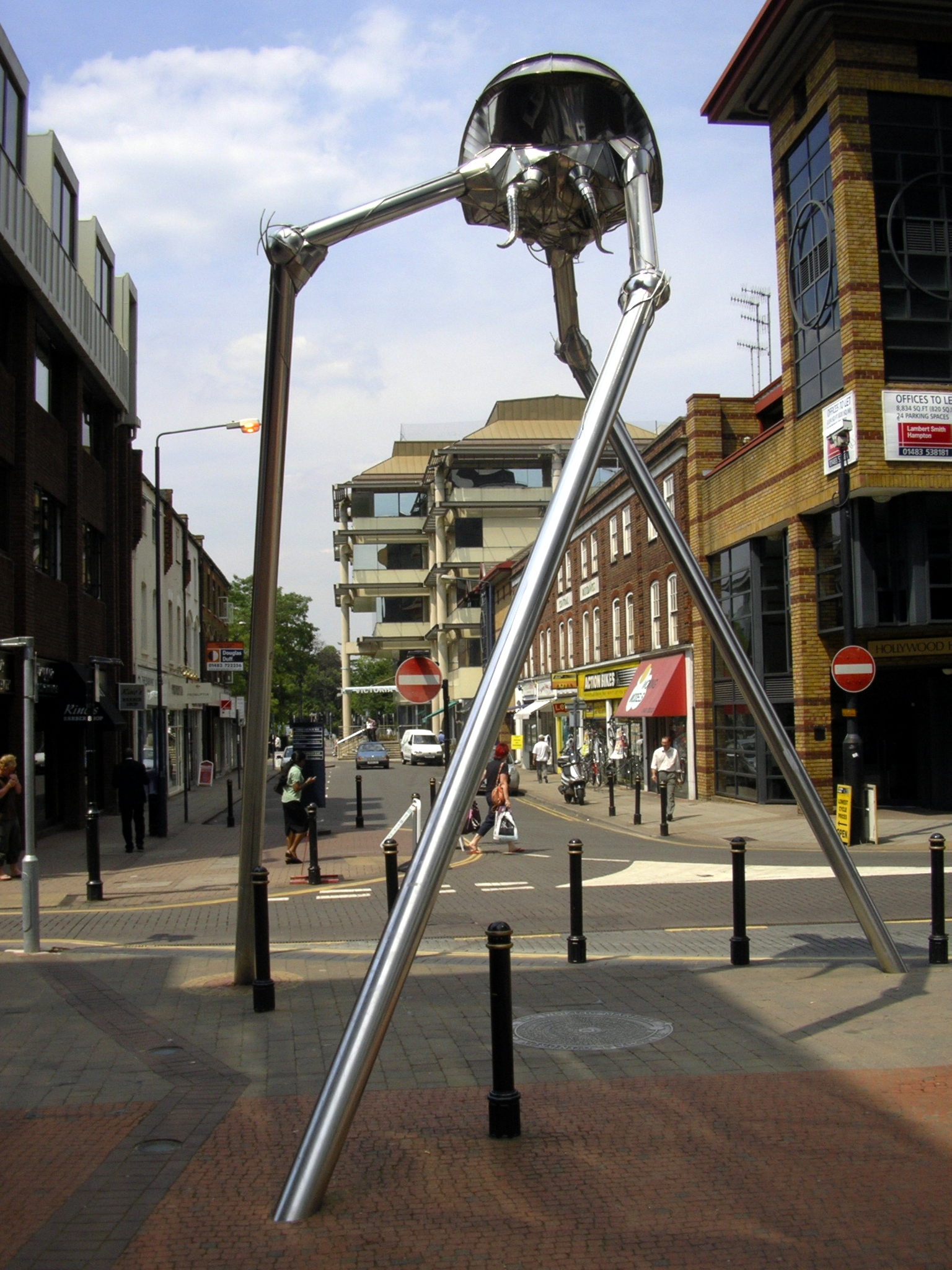

화성인은 화성에 산다고 하는 가상의 지적 생명체이다. 19세기 말에는 화성에서 발견된 수로와 유사한 흔적이 운하로 오해되어 소위 화성의 운하가 화성인의 흔적인 것인 양 생각되기도 하였다. 현재 앨런 구릉 84001등 화성에 생명체가 살았을 것으로 추정되는 증거는 있지만 화성의 생명이 현재 있는지는 확인되지 않았다.
화성인은 여러 공상과학소설에 등장하며 관용적으로 화성인 바이러스라는 프로그램처럼 괴짜인 사람(특이한 사람)을 일컫는 별칭으로 쓰이기도 한다.